# Альби-Уэст
Альби́-Уэст (фр. Albi-Ouest) — упразднённый кантон во Франции, находился в регионе Юг-Пиренеи, департамент Тарн. Входил в состав округа Альби.
Код INSEE кантона — 8145. Всего в кантон Альби-Уэст входили три коммуны, из них главной коммуной являлась Альби.
Кантон был упразднён в марте 2015 года.

## Население
Население кантона на 2006 год составляло 10 838 человек.
| 1962 | 1968 | 1975 | 1982 | 1990 | 1999 | 2006   | 2009 |
| ---- | ---- | ---- | ---- | ---- | ---- | ------ | ---- |
| —    | —    | —    | —    | —    | 9836 | 10 838 | —    |

## Коммуны кантона
| Коммуна          | Население, чел. (2010) | Почтовый индекс | Код INSEE |
| ---------------- | ---------------------- | --------------- | --------- |
| Альби            | 6533                   | 81000           | 81004     |
| Марссак-сюр-Тарн | 2930                   | 81150           | 81156     |
| Терссак          | 1023                   | 81150           | 81297     |